# Костюковка (Гомельский район, деревня)
Костюко́вка (бел. Касцюко́ўка) — деревня в Ерёминском сельсовете Гомельского района Гомельской области Республики Беларусь.

## География

### Расположение
В 5 км на север от Гомеля, на шоссе Довск — Гомель.

## Транспортная сеть
Планировка состоит из прямолинейной, почти широтной улицы, к которой на западе присоединяется короткая прямолинейная улица, на востоке — переулок. Застройка двусторонняя, в основном деревянная, усадебного типа.

## История
По письменным источникам известна с XVIII века как деревня в Речицком повете Минского воеводства Великого княжества Литовского. Значительную часть жителей составляли староверы, которые бежали из России.
После 1-го раздела Речи Посполитой (1772 год) в составе Российской империи, во владении фельдмаршала графа П.А. Румянцева-Задунайского, с 1834 года — фельдмаршала князя И.Ф. Паскевича. Через деревню проходил большак Санкт-Петербург — Киев (начал строиться в 1782 году). В 1850 году рядом прошло шоссе Санкт-Петербург — Киев, что значительно расширило транспортные возможности деревни. Имелась почтовая станция. Хозяин фольварка Костюковка владел здесь в 1862 году 611 десятинами земли. С 1875 года работала круподробилка. В 1885 году действовал хлебозапасный магазин. Согласно переписи 1897 года располагались: школа грамоты, трактир. В деревенской школе в 1907 году было 43 ученика. В 1909 году 1239 десятин земли, в Поколюбичской волости Гомельского уезда Могилёвской губернии. Работало отделение почтовой связи.
В 1926 году действовали почтовый пункт, школа, центр Костюковского сельсовета Гомельского района Гомельского округа. Рядом были Костюковские хуторы. В 1930 году организован колхоз «Интернационал», работал ветряная мельница. Во время Великой Отечественной войны 142 жителя погибли на фронте. Размещается магазин.

## Население

### Численность
- 2004 год — 382 хозяйства, 850 жителей.

### Динамика
- 1838 год — 75 дворов.
- 1838 год — 279 ревизских душ.
- 1885 год — 123 двора, 683 жителя.
- 1897 год — 175 дворов, 1007 жителей (согласно переписи).
- 1909 год — 1242 жителя.
- 1926 год — 26 дворов, 143 жителя.
- 1959 год — 1343 жителя (согласно переписи).
- 2004 год — 382 хозяйства, 850 жителей.

## Известные уроженцы
- П. Н. Гавриленко[бел.] (28.02.1902 — 04.02.1961) — белорусский художник.[3]
- Ф. Н. Гавриленко[бел.] — во время Великой Отечественной войны командир партизанской бригады имени М. И. Калинина Вилейской области.
- И. Ф. Климов — 1-й секретарь Вилейского подпольного обкома КП(б)Б). После войны — заместитель председателя Совета Министров БССР и заместитель председателя Президиума Верховного Совета БССР.